# Murchison (rivier)
De Murchison is de op een na langste rivier in West-Australië. Ze stroomt vanuit de zuidelijke rand van de Robinson Ranges, over een afstand van 820 kilometer, naar de Indische Oceaan bij Kalbarri. Ze heeft een gemiddelde jaarlijkse uitstroom van 193 gigaliter (109 L), gemeten in Emu Springs. In 2006 stroomde een, sinds het begin van de metingen in 1967, ongeziene 1.806 gigaliter door het riviersysteem.

## Stroomgebied
Het stroomgebied van de Murchison is ongeveer 82.000 km² groot. Het bevindt zich in de regio Mid West in West-Australië. Het strekt zich ongeveer 550 km landinwaarts uit, van de Indische Oceaan naar de Yilgarnkraton ten oosten van Meekatharra en ten noorden van Sandstone. Regen valt voornamelijk tijdens zomerse cyclonen in het bovenstroomgebied. De Murchison staat daardoor het grootste deel van het jaar droog. Er blijft dan een droge zanderige bedding over met hier en daar waterpoelen.
Het oostelijke uiterste van het stroomgebied bevat ketens zoutmeren waar enkel water stroomt na regenval. De afwateringsgeulen van deze meren smelten ten noordnoordoosten van Meekatharra samen tot de Murchison. De rivier stroomt eerst naar het westen, dan naar het zuidwesten en vervolgens weer westwaarts naar de Indische Oceaan.

## Geografie
De Murchison ontspringt ten noorden van Meekatharra op de zuidelijke hellingen van de Robinson Ranges. Vandaar stroomt ze ongeveer 130 kilometer westwaarts tot de samenloop met de Yalgar, haar belangrijkste zijrivier. Vervolgens stroomt ze nog 100 kilometer westwaarts alvorens 120 kilometer naar het zuidzuidwesten af te buigen waarna de Roderick in haar uitmondt. Na nog eens 70 kilometer mondt de Sandford, een andere belangrijke zijrivier, in de Murchison uit. De volgende 100 kilometer maakt ze een aantal scherpe bochten waardoor ze 70 kilometer westwaarts uitkomt. Ze stroomt vervolgens in zuidwestelijke richting en komt uit in het Nationaal park Kalbarri. In het park stroomt ze eerst naar het noordwesten en vervolgens noordwaarts door de Murchisonkloof en verschillende scherpe bochten. Uiteindelijk stroomt ze weer naar het zuidwesten waarna ze na nog een laatste scherpe bocht in de Indische Oceaan uitmondt nabij Kalbarri, de enige plaats die aan de rivier gelegen is.

### Murchison Gorge
De Murchison Gorge is een diepe kloof en is in zijn natuurlijke toestand bewaard gebleven. Het is een toeristische trekpleister met verschillende uitkijkpunten en wandelpaden zoals de Z Bend en The Loop. De kloof is ook van geologisch belang omdat het de Tumblagoodazandsteen blootlegt die rijk is aan fossielen uit het Ordovicium.

### Estuarium
De laatste 18 kilometer van de Murchison vormt zich een estuarium met zandbanken en ondiepe poelen. Het estuarium is open en onderhevig aan de getijden en de instroom van zout zeewater. Bij laag water blijft er sediment achter in het estuarium waardoor de riviergeul vernauwt. Bij hoogwater wordt er sediment terug naar de oceaan gespoeld maar van het hogerop gelegen deel van de rivier ook sediment naar het estuarium verplaatst. Door het hoge sedimentengehalte, de voortdurende getijdenwerking en de zeewind is het water in het estuarium troebel.
De monding van het estuarium is een smalle delta, afgesloten door een zandbank op een nauwe geul na. Hoewel de geul permanent open is, is ze ondiep en smal. Elk jaar wordt ze in oktober uitgediept om de doorgang voor onder meer vissersboten die op de Western Rock Lobster vissen mogelijk te maken.

## Geschiedenis
De Murchison kreeg zijn naam van de ontdekkingsreiziger George Grey wiens schepen er op 1 april 1839 in de monding van de rivier vergingen tijdens zijn tweede expeditie. Hij vernoemde de rivier naar zijn begunstiger, de Schotse geoloog Sir Roderick Murchison. Murchisons steun was essentieel voor het goedkeuren van Grey's West-Australische expedities.
In 1951 werd de plaats Kalbarri gesticht aan de monding van de Murchison. Begin de 20e eeuw had Kalbarri een bevolking van meer dan 2.000 inwoners. In 1963 werd het Nationaal park Kalbarri opgericht waardoor de benedenloop van de Muchison en de Murchisonkloof officieel beschermd werden.
Het Main Roads Department opende de Galenabrug in december 1983. De North West Coastal Highway overbrugt er de Murchison.

## Overstromingen
In 1866 liep de Geraldtinemijn onder bij een overstroming van de Muchison. In 1884 overstroomde de zuidelijke tak van de rivier over een breedte van 10 kilometer en werd de hofstede van de Moorarie Station weggespoeld alsmede 3.000 ooien en lammeren.
In 1900 overstroomde de Murchison weer en werd ze ongeveer 13 kilometer breed. De wegen van Cue tot Peak Hill stonden tot soms drie meter onder water. De wegen waren twee weken lang onbruikbaar wat in afgelegen dorpen tot voedseltekorten leidde. Ernest Lee Steere van de Belele Station meldde dat meer dan 130 mm regen viel in minder dan twee weken. Verder stroomafwaarts werd gerapporteerd dat de rivier tot 24 kilometer breed was en tot 21 meter diep. Ondanks de schade bejubelden de pastoralisten de snelle groei van de grassen. In 1926 overstroomde de rivier weer na hevige regenval. 15 tot 20 mensen raakten geïsoleerd nabij de Three Sisters Galenamijn en dienden per dingy geëvacueerd te worden. In 1939 waren er weer serieuze overstromingen na zware regenval. In 1945 werd de oude Galenabrug weggespoeld waardoor de inwoners van Carnarvon van de buitenwereld werden afgesloten. Er werd een ferry ingelegd met een vissersboot die bananen snel naar de markten vervoerde.
Na de cycloon Emma in 2006 ontving het stroomgebied van de Murchison ongeveer 100 mm regen. De rivier zwol aan tot ze op sommige plaatsen 16 kilometer breed was. Kalbarri diende met zandzakken beschermd te worden tegen de vloedwaters.

## Galerij

De rivier Murchison
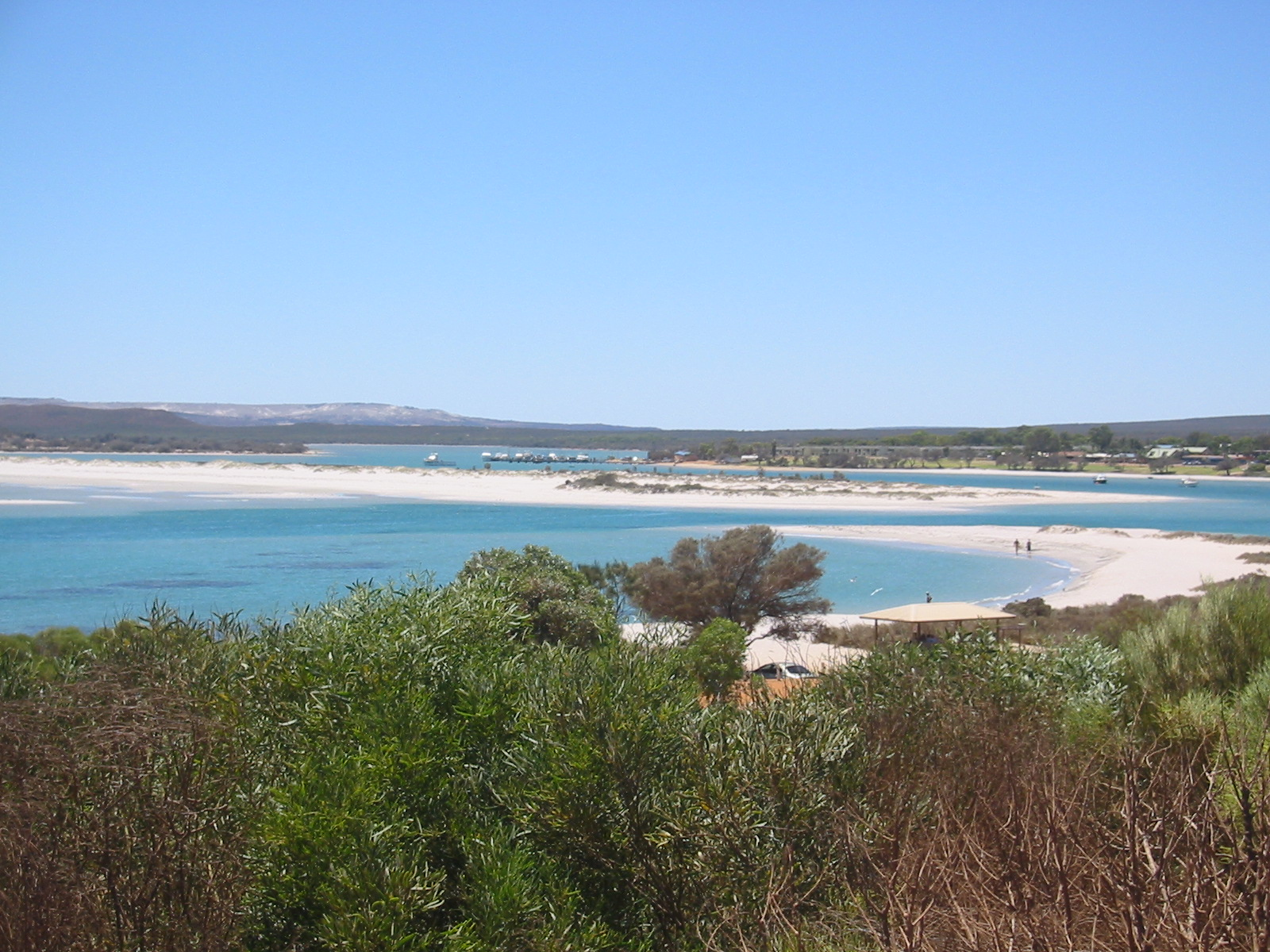
Monding Murchison
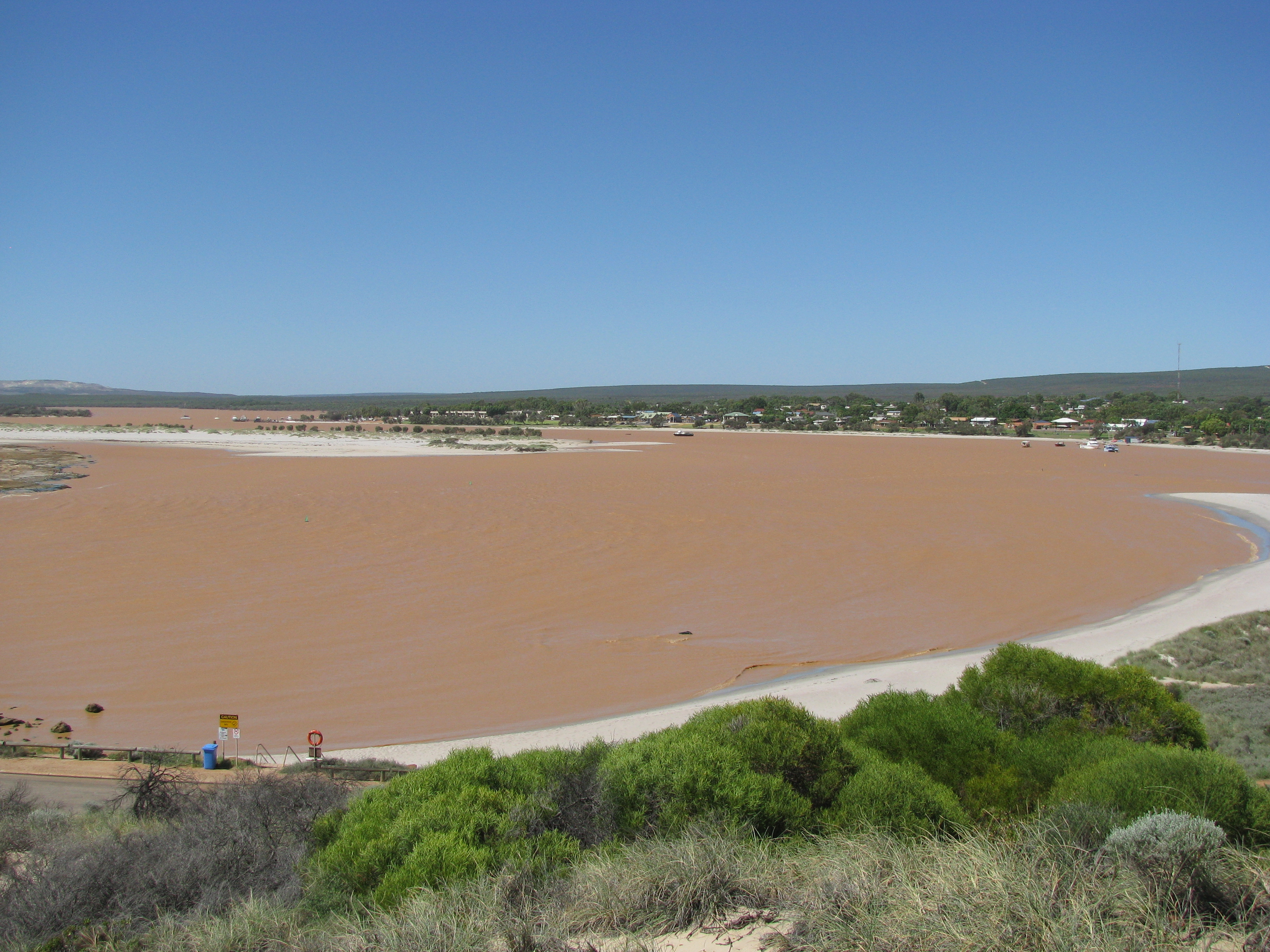
Nabij Kalbarri na zware regenval
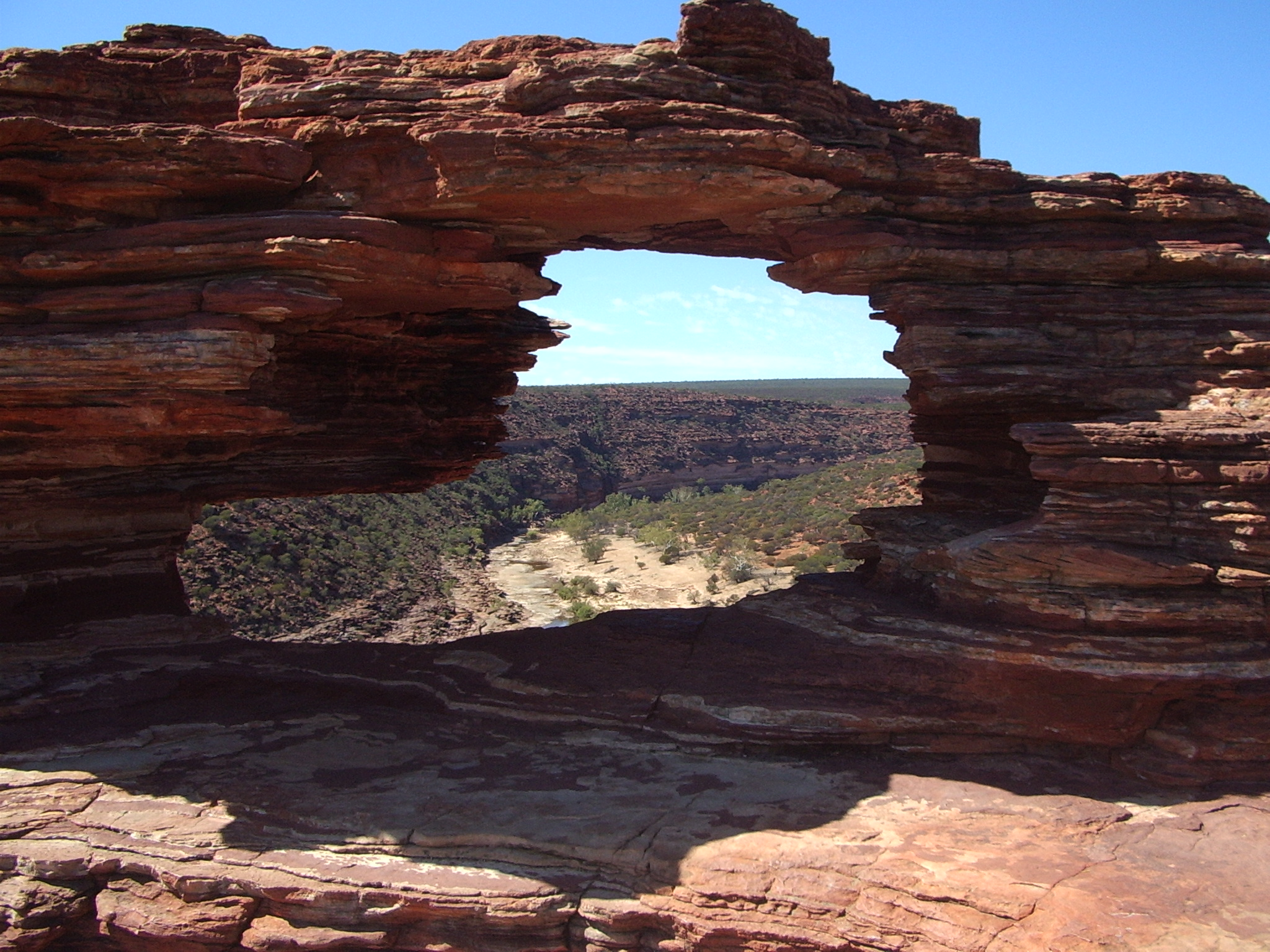
Nature's Window
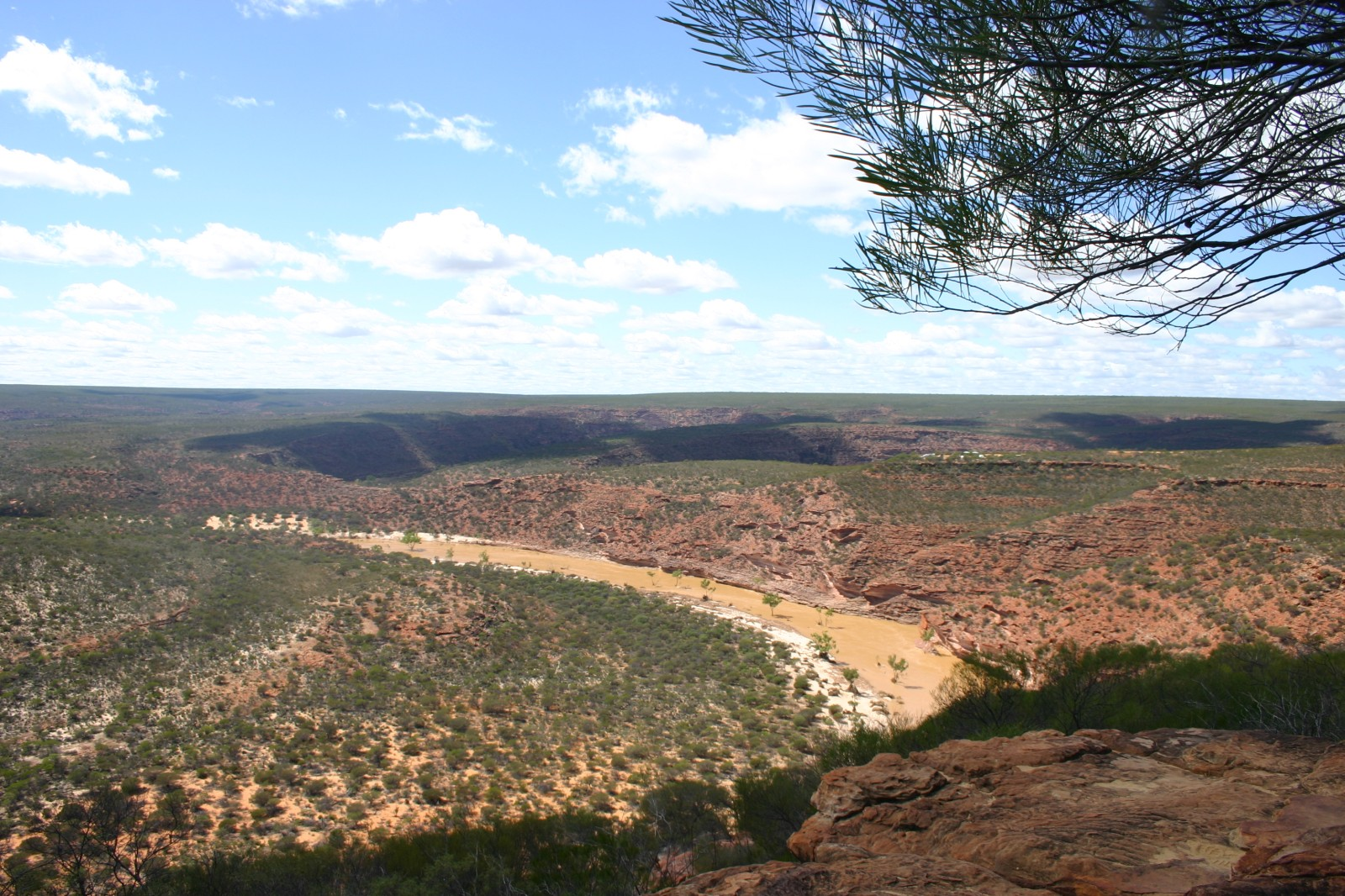
Murchison George
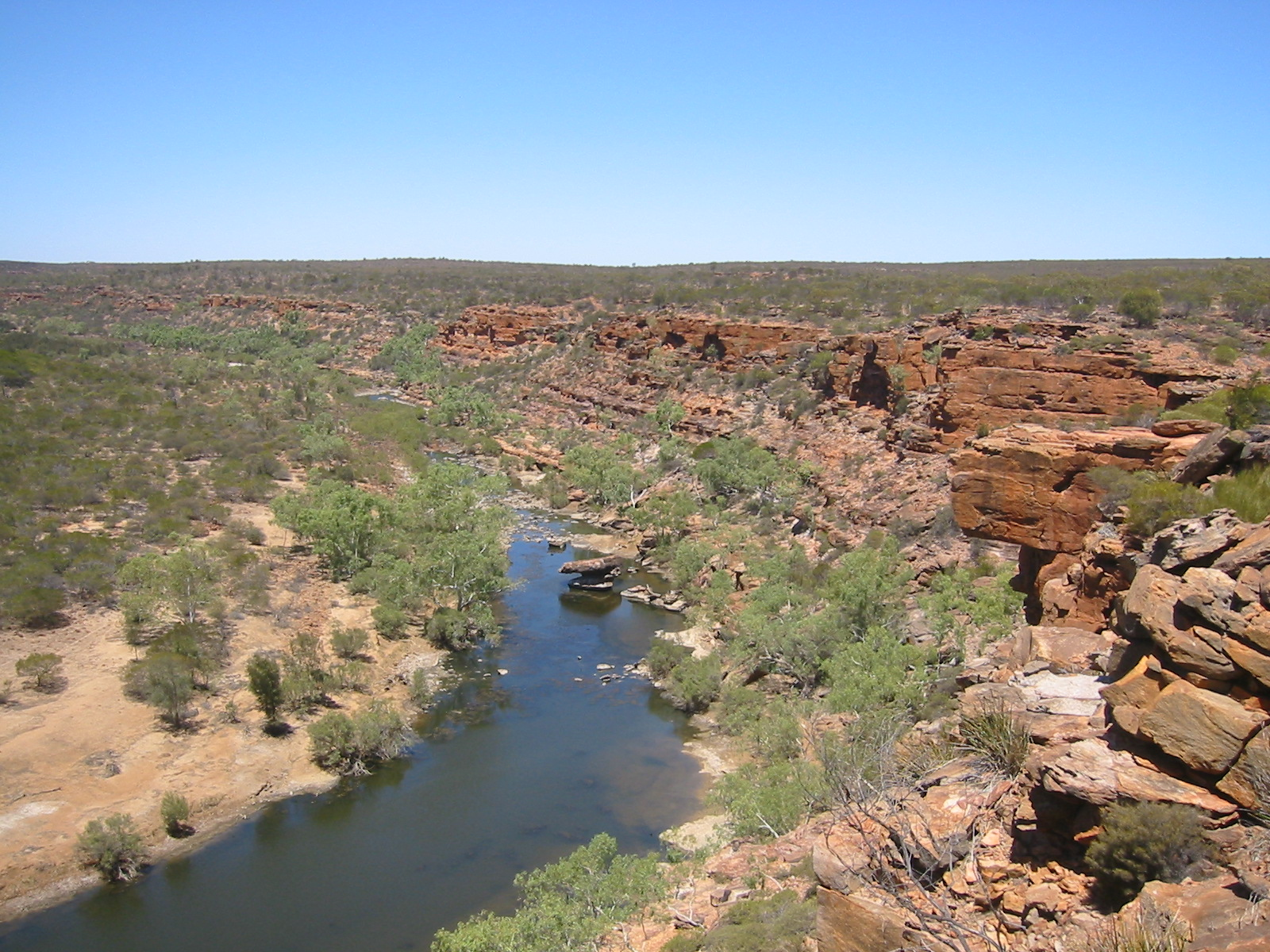
Hawk's Head
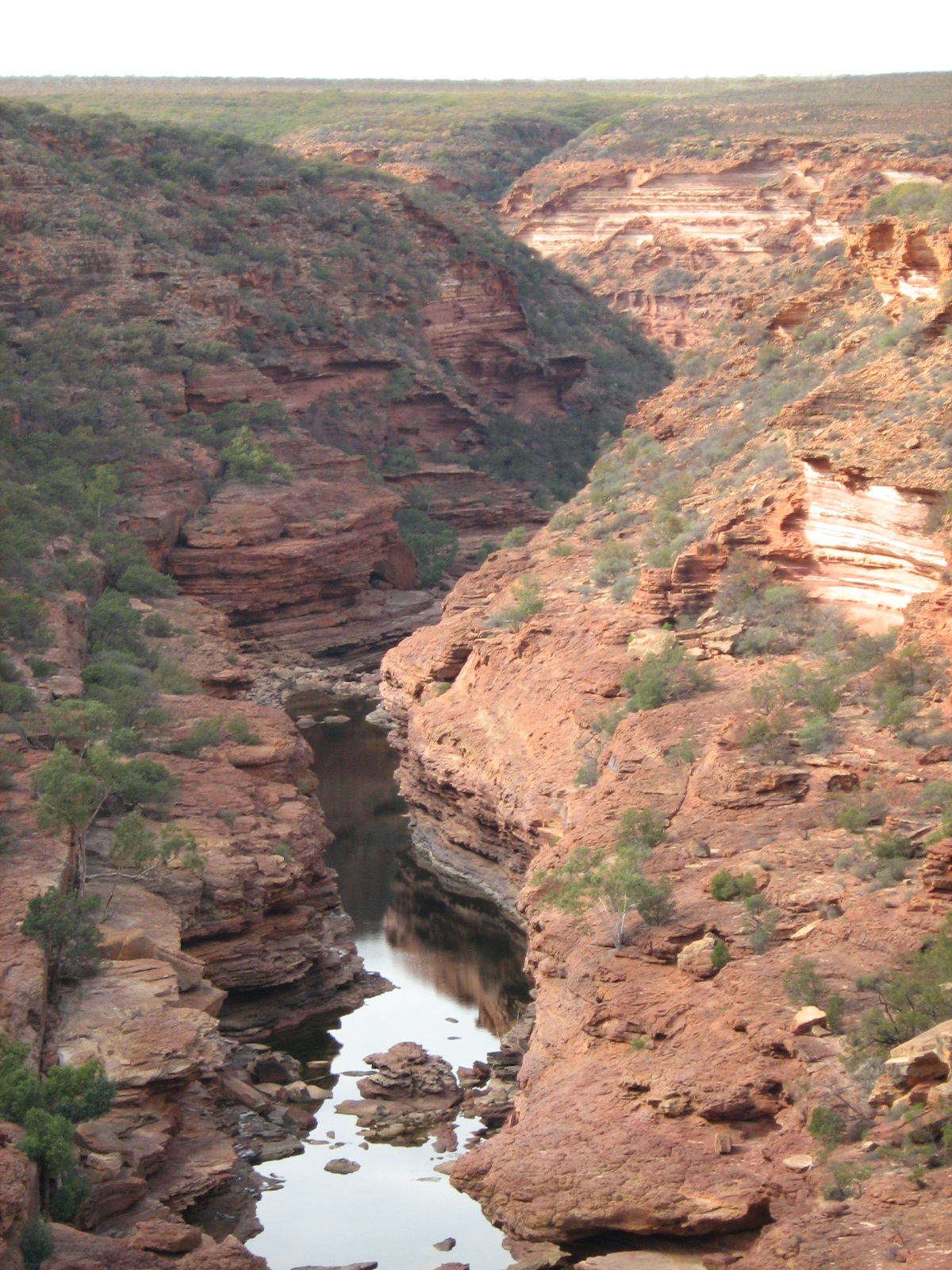
Z Bend